# Trimeresurus wiroti
Trimeresurus puniceus là một loài rắn trong họ Rắn lục. Loài này được Trutnau mô tả khoa học đầu tiên năm 1981.

## Hình ảnh

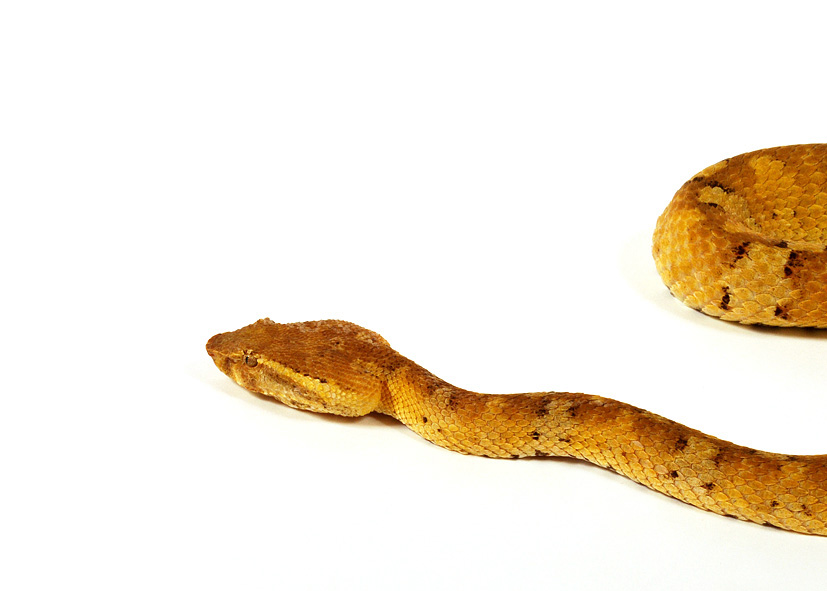